# Relações entre Portugal e Reino Unido
As relações entre Portugal e Reino Unido são as relações diplomáticas estabelecidas entre a República Portuguesa e o Reino Unido da Grã-Bretanha e Irlanda do Norte. Esta relação data de 1373 com a Aliança Luso-Britânica, a mais antiga aliança internacional ainda em vigor, celebrada entre os reinos de Portugal e Inglaterra (à época não existia ainda o Reino Unido).
A aliança foi formalizada pelo Tratado de Windsor em 1386, e em 1387 Filipa de Lencastre, filha de João de Gante, casou com o rei João I de Portugal.
Não obstante, no livro do historiador Vítor Pinto estabelece-se o começo de uma ligação entre Portugal e Inglaterra em 1147, quando os cruzados ingleses ajudaram D. Afonso Henriques na conquista de Santarém e Lisboa.
Durante o final do século XVI, a Inglaterra viu-se envolvida numa luta com o Império Espanhol, que à época reunia a então extinta coroa portuguesa e os territórios espanhóis. A chamada Armada Inglesa foi lançada como parte deste conflito, e um dos seus objectivos era a tentativa de restaurar a independência portuguesa.
Outro importante casamento entre as famílias reais portuguesa e inglesa foi a união conjugal em 1662 de Carlos II de Inglaterra e Catarina de Bragança, filha de João IV de Portugal. Em 1703, Portugal aliou-se à Inglaterra e aos Países Baixos na Guerra da Sucessão Espanhola, contra a França e Espanha. Nesse ano Portugal e Inglaterra assinariam o e Tratado de Methuen.
No século XIX a aliança deu novamente impulso às relações entre Reino Unido e Portugal quando Napoleão invadiu Portugal. Em 1807 o exército francês atacou Lisboa e a família real portuguesa teve de fugir para o Brasil, ainda colónia portuguesa. O auxílio a Portugal por parte dos britânicos precipitou a Guerra Peninsular.
A época mais difícil nas relações entre os dois países foi o final do século XIX, quando se deram os episódios da Questão de Bolama, da Questão do Ambriz e do Mapa Cor-de-Rosa — este último teria um efeito visível na degradação da aceitação da monarquia em Portugal.
Portugal e Reino Unido combateram juntos na Primeira Guerra Mundial.
Actualmente, ambos os países têm relações amigáveis no seio da NATO, e outras organizações internacionais, existindo um significativo número de residentes de cada um dos países no outro.